# Rhynchocyclus olivaceus
Rhynchocyclus olivaceus là một loài chim trong họ Tyrannidae.